# Jakub Chojnacki
Jakub Chojnacki (ur. 21 sierpnia 1922 w Sierpcu, zm. 18 września 2006 w Płocku) – prawnik, inżynier technologii drewna, doktor nauk politycznych.

## Życiorys
Absolwent Liceum Ogólnokształcącego im. Marszałka Stanisława Małachowskiego (maturę uzyskał w 1945), w 1949 – dyplom magistra prawa w Uniwersytecie Łódzkim, w 1953 – dyplom inżyniera technologa drewna w SGGW, a w 1975 – stopień doktora nauk politycznych w Uniwersytecie Warszawskim.
Działacz społeczny, członek prezydium związków zawodowych (Pracowników Przemysłu Drzewnego i Terenowego oraz Pracowników Leśnych i Przemysłu Leśnego), członek PZPR. W 1961 został zastępcą przewodniczącego prezydium Miejskiej Rady Narodowej Płocka.
Prezes Towarzystwa Naukowego Płockiego od 1968 do 2002, następnie prezes honorowy.
Bibliografia drukowanych prac Jakuba Chojnackiego liczy około 300 pozycji.
Zmarł 18 września 2006, pochowany na Cmentarzu Zabytkowym w Płocku.

## Odznaczenia i wyróżnienia
W uznaniu zasług Jakuba Chojnackiego na rzecz Towarzystwa Naukowego Płockiego, miasta i regionu, uhonorowany czterema klasami krzyży Orderu Odrodzenia Polski: Kawalerskim, Komandorskim i Komandorskim z Gwiazdą oraz postanowieniem prezydenta Lecha Wałęsy z 12 sierpnia 1992 „w uznaniu szczególnych zasług dla kultury narodowej oraz wybitnych osiągnięć naukowych” Krzyżem Wielkim Orderem Odrodzenia Polski. Udekorowany nim został 21 sierpnia tego samego roku w czasie uroczystego posiedzenia Towarzystwa Naukowego Płockiego poświęconego jego 70 rocznicy urodzin.
Wpisany do Księgi Zasłużonych miasta Sierpca, miasta Płocka i woj. płockiego. Laureat Nagrody "Trybuny Ludu" za inicjatywy społeczne (1972).
Honorowy członek Mazowieckiego Towarzystwa Kultury i Towarzystwa Naukowego Płockiego (1982). Trzykrotny laureat nagrody Wojewody Płockiego I stopnia, laureat nagrody im. Włodzimierza Pietrzaka.
W grudniu 1986 uhonorowany indywidualną Nagrodą Ministra Nauki i Szkolnictwa Wyższego stopnia pierwszego z tytułu osiągnięć naukowych. W lutym 1994 uhonorowany nagrodą Polskiej Fundacji Upowszechniania Nauki za szczególne zasługi dla kultury Polskiej i upowszechnianie osiągnięć polskiej nauki poprzez społeczny ruch naukowy w 1993.